# Urządzenie wskazujące

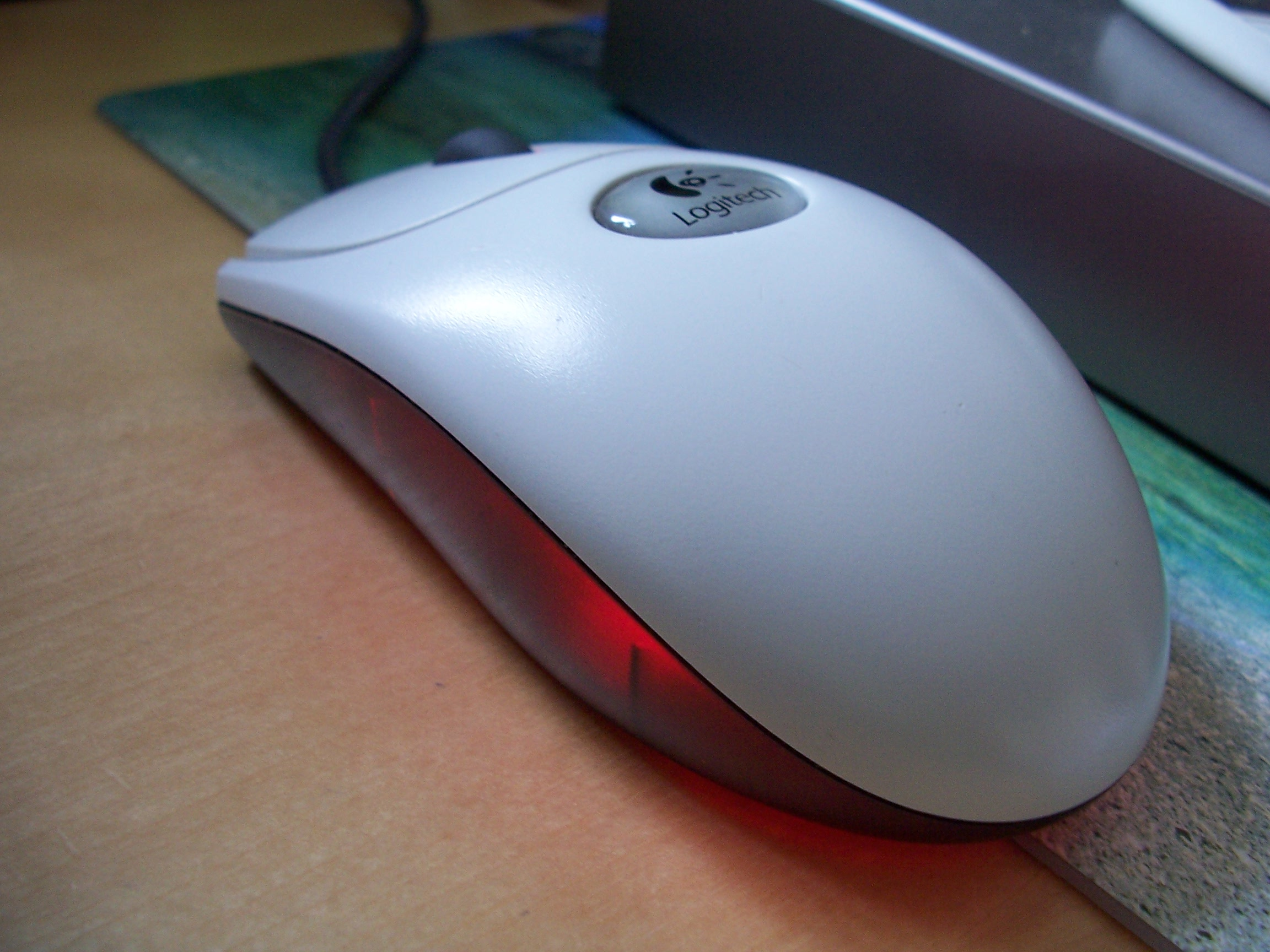
Mysz komputerowa

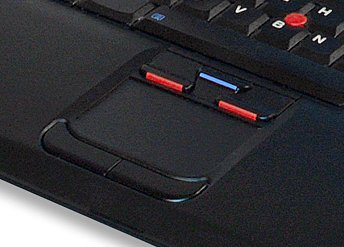
Touchpad i trackpoint w laptopie

Urządzenie wskazujące (ang. pointing device) – urządzenie wejścia-wyjścia komputera pozwalające przekazywać dane do komputera za pomocą fizycznych ruchów wskazywania, klikania i przeciągania, zwykle za pomocą przesuwania ręcznej myszy i uruchamiania jej przycisków. Ruchy urządzenia wskazującego są odzwierciedlane na graficznej reprezentacji pulpitu na ekranie za pomocą ruchów wskaźnika (kursora) myszy lub innych zmian wizualnych.
Najpowszechniej używanym urządzeniem wskazującym jest mysz, ale w rozmaitych zastosowaniach używany jest też trackball, pióro świetlne, touchpad, track point, tablet z rysikiem, dżojstik, ekran dotykowy, pilot PC czy kierownica.